# Ophiusa absorpta
Ophiusa absorpta là một loài bướm đêm trong họ Erebidae.